# كرة القدم في نيوزيلندا
كرة القدم، هو رياضة ترفيهية شهيرة في نيوزيلندا. تدار الرياضة في نيوزيلندا من قبل الهيئة الإدارية اتحاد نيوزيلندا لكرة القدم (NZF). وهي ثالث أشهر رياضة جماعية للرجال بعد اتحاد الرجبي والكريكيت.
بين البالغين النيوزيلنديين في عام 2000، احتلت المرتبة 12 في الرياضة بنسبة 7%. بين الأولاد الذين تتراوح أعمارهم بين 5 و17 عامًا، كانت المشاركة أكبر في الرياضة بنسبة 17%. بين الفتيات، تحتل المرتبة الخامسة في شعبيتها بنسبة ستة في المائة، بعد السباحة وكرة الشبكة وركوب الخيل والتنس.

## الإدارة
تشارك سبعة اتحادات إقليمية في إدارة الرياضة والترويج لها في نيوزيلندا:
- الاتحاد الأول (اتحاد كرة القدم الشمالية) - نورثلاند وشمال وغرب أوكلاند
- الاتحاد الثاني (اتحاد أوكلاند لكرة القدم) - وسط وشرق وغرب أوكلاند
- الاتحاد الثالث - وايكاتو وخليج بلنتي وكينج كانتري
- الاتحاد الرابع - جيسبورن، خليج هوك، تاراناكي، ماناواتو-وانجانوي
- الاتحاد الخامس - ويلينجتون الكبرى
- الاتحاد السادس - تاسمان، مارلبورو، نيلسون، الساحل الغربي، شمال ووسط كانتربري
- الاتحاد السابع - جنوب كانتربري، أوتاجو، ساوثلاند

## التاريخ والإنجازات

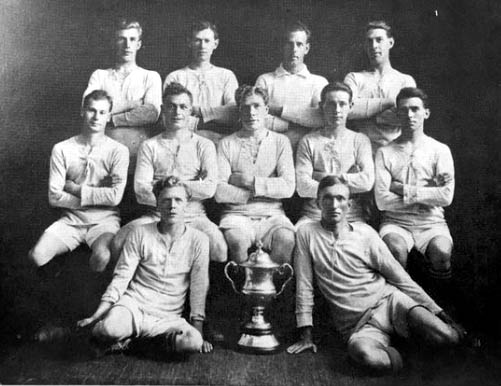
فاز نادي سيكليف بكأس تشاتام الأول في عام 1923

تم لعب أول نهائي كأس تشاتام في أكتوبر 1923، عندما هزم سيكليف (Seacliff) من أوتاجو ويلينجتون 4-0. أصبحت بطولة كأس تشاتام أطول مسابقة للأندية في كرة القدم النيوزيلندية.
تأسست النسخة النسائية من كأس تشاتام عام 1994. كانت تسمى في الأصل كأس خروج المغلوب للسيدات تمت إعادة تسميتها في 2018 إلى كأس كيت شيبارد تكريما لكيت شيبارد في الذكرى 125 لحركة حق المرأة في التصويت في نيوزيلندا. يحمل نادي بين أفون الرقم القياسي لمعظم الألقاب برصيد تسعة.
تأهل فريق الرجال النيوزيلندي الأول، فريق أول وايتس، مرتين إلى كأس العالم. في عام 1982، كان التأهل ملحوظًا في أن نيوزيلندا لعبت المزيد من المباريات (15) وسافرت لمسافة (55000 ميل) أكثر من أي فريق آخر للتأهل. لم تفز نيوزيلندا، التي تضم البرازيل واسكتلندا والاتحاد السوفيتي، بأي من مبارياتها. كما تأهلت لكأس العالم لكرة القدم 2010 في جنوب أفريقيا بعد أن حققت نجاحًا أكبر بكثير على أرض الملعب مما كان عليه في عام 1982. تعادل الفريق الأبيض 1-1 مع سلوفاكيا وحاملة اللقب إيطاليا وتعادل 0-0 مع باراغواي. كان الفريق الوحيد الذي لم يهزم في المنافسة.
نيوزيلندا شاركت أيضًا في كأس القارات 2009، أيضًا في جنوب إفريقيا. تم وضعها في المجموعة الأولى مع العراق وجنوب إفريقيا وإسبانيا. خسرت نيوزيلندا مباراتها الافتتاحية 0-5 أمام إسبانيا قبل أن تخسر 0-2 أمام جنوب أفريقيا. ومع ذلك، حصل الفريق على أول نقطة منافسة لنيوزيلندا في كأس القارات بعد تعادله 0-0 مع العراق.
استضافت نيوزيلندا بطولة العالم تحت 17 سنة 1999، حيث أقيمت المباريات في أوكلاند ونابير وكريستشيرش ودونيدين. كما استضافت نيوزيلندا النسخة الافتتاحية لكأس العالم للسيدات تحت 17 سنة عام 2008، واستضافت المباريات في أوكلاند وهاملتون وويلينجتون وكريستشيرش.
تأهل المنتخب النيوزيلندي لأقل من 23 عاما، " أوليف وايت "، لأول ظهور له في الألعاب الأولمبية عام 2008 في أولمبياد بكين الصيفية. ثم واصل الفريق اللعب أيضًا في الألعاب الأولمبية الصيفية 2012 و2020.
كما تأهل فريق السيدات النيوزيلندي، لأول ظهور أولمبي له في عام 2008 وفي كل مباراة منذ أعوام 2012 و2016 و2020. بالإضافة إلى ذلك، فقد شارك فريق كرة القدم للسيدات في تصفيات كأس العالم للسيدات لأول مرة عام 1991. ثم مرة أخرى في 2007 و2011 و2015 و2019. وسوف تستضيف بالاشتراك مع أستراليا 2013. فازت نيوزيلندا ببطولة آسيا للسيدات 1975، حيث هزمت تايلاند 3-1 في هونغ كونغ.

## كرة قدم احترافية

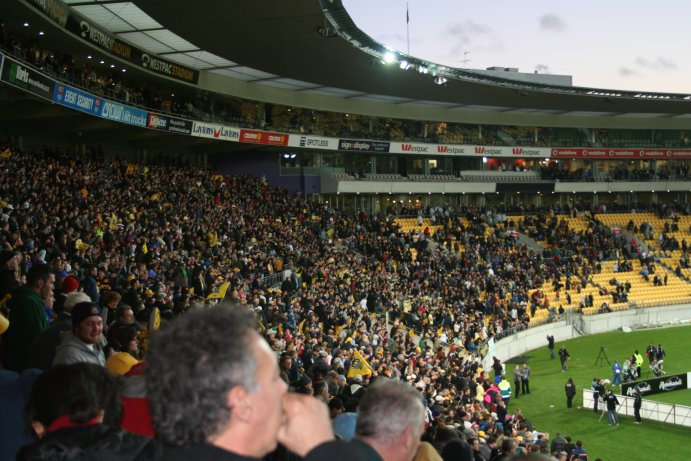
مباراة ويلينجتون فينيكس ضد ملبورن فيكتوري على استاد وستباك ترست في أغسطس 2007.

بدأت كرة القدم الاحترافية بالكامل في عام 1999 بإدخال فريق فوتبال كينغز ومقره أوكلاند في الدوري الأسترالي الوطني لكرة القدم (NSL). على الرغم من وجود سجل من الحضور الضعيف، تم إدراج أوكلاند في مسابقة الدوري الأسترالي عندما تم إلغاء دوري كرة القدم لصالح ثمانية امتياز دوري الدرجة الأولى. تم إعادة تسمية فوتبال كينغز باسم فرسان نيوزيلاند ولكن لا يزال بإمكانه جذب حشود صغيرة فقط. في الموسم الأخير، كان متوسط حضور الفرسان 3،014، وهو أقل بكثير من متوسط الفريق التالي الأقل جذبًا — بيرث جلوري بمتوسط 7671.
خلال المراحل المتأخرة من موسم 2006-07، قام الاتحاد الأسترالي لكرة القدم (FFA) بإزالة رخصة فوتبال كينغز بسبب مشاكل النادي المالية والإدارية وضعف الأداء على أرض الملعب. بعد استقالة مجلس إدارة النادي، نقل الاتحاد الترخيص إلى نادي نيوزيلاند سوكر ليدير بقية موسم النادي قبل حله لاحقًا.
بعد هذه الأحداث، منح الاتحاد الدولي لكرة القدم (FFA) ترخيصًا مؤقتًا لمسابقة نادي نيوزيلاند سوكر للتأجير من الباطن لفريق مناسب في نيوزيلندا ليأخذ المكان الذي تركه الفرسان البائد شاغرًا. بعد الكثير من التأخير من كل من الاتحاد والنادي، تم اختيار ويلينغتون تيري سيريبيسس كمالك للامتياز الجديد. الفريق، الذي سمي في النهاية ويلينجتون فينيكس، سيكون مقره في ملعب ويستباك ويلينغتون ويديره ريكي هيربرت. كما تولى هربرت مسؤولية تدريب المنتخب النيوزيلندي. مع وجود ثلاثة أشهر فقط للتحضير، واجه فريق فينيكس الموسم الأول بدون موسم مسبق مناسب ومع مجموعة مواهب أصغر بكثير للتجنيد منها.
سجلت المباراة الأولى في تاريخ فينيكس، – 2 مع حامل اللقب آنذاك ملبورن فيكتوري، رقماً قياسياً وطنياً جديداً لحضور مباراة كرة قدم تنافسية عند 14،421.  تجاوز الحضور التراكمي خلال المباريات الثلاث الأولى على أرضهم عدد الحضور التراكمي الكامل للفرسان منذ عامين من وجودهم. تم تجاوز سجل الحضور الوطني في وقت لاحق للمرة الثانية، مع 18345 تتحول – الخسارة أمام أديليد يونايتد. أعقب فريق العنقاء هذه المباراة بمباراة ودية ضد لوس أنجلوس جالاكسي، بما في ذلك لاعبهم البارز ديفيد بيكهام. سجل الحضور من هذه المباراة البالغ 31853 رقماً قياسياً وطنياً جديداً للحضور في أي مباراة كرة قدم والتي تم كسرها فقط بسبب المباراة التي لعبها المنتخب الوطني مع البحرين للتأهل لكأس العالم 2010.
في 7 مارس 2010، تم تسجيل رقم قياسي جديد لحضور مباراة كرة قدم للأندية في ويلينجتون أثناء مباراة فاصلة ضد نيوكاسل جيتس. فاز فينيكس 3-1 في الوقت الإضافي أمام 32792 مشجع.

## المسابقات الوطنية

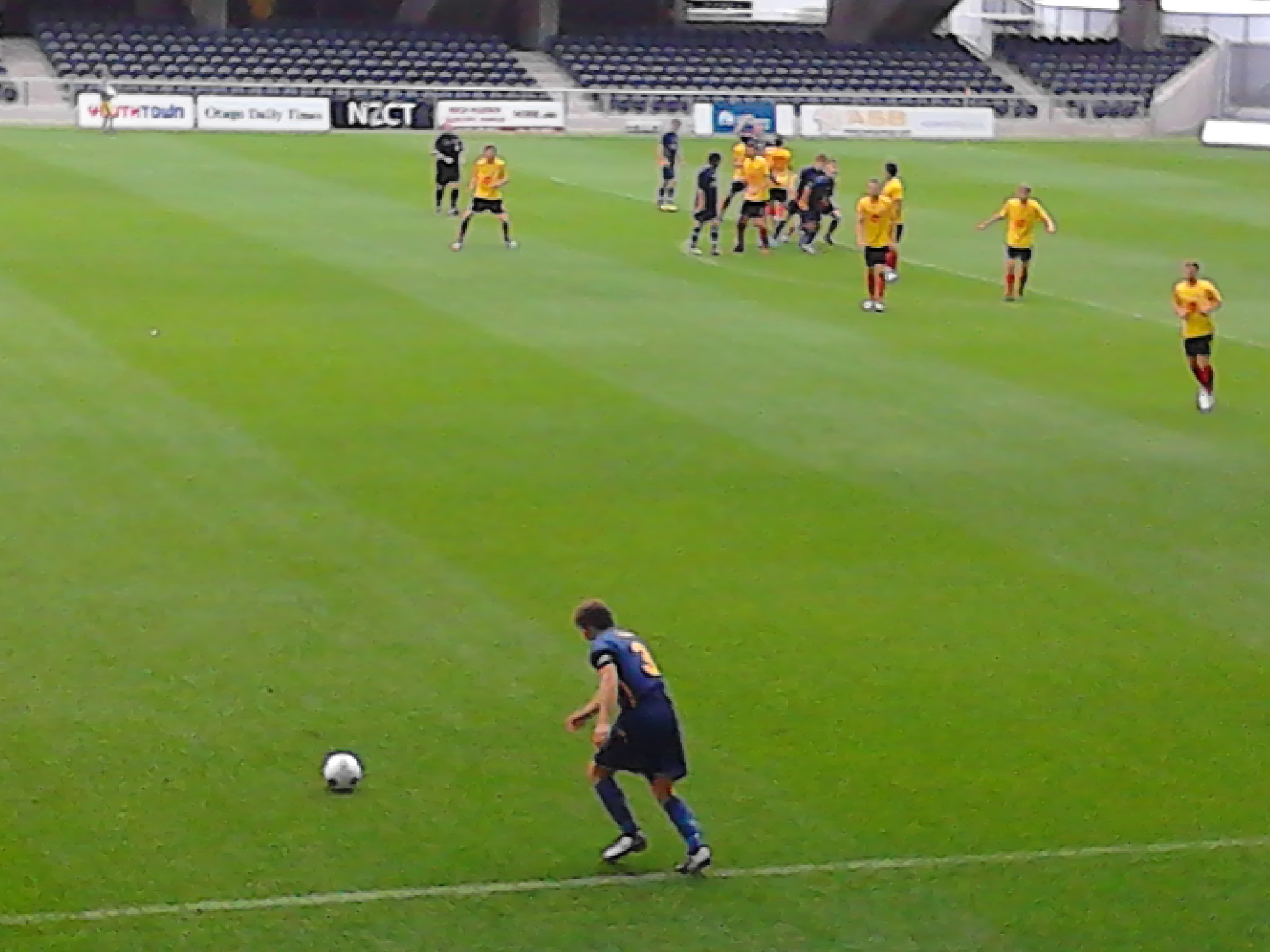
مباراة كرة قدم بين أوتاجو يونايتد وايكاتو إف سي في الجولة السابعة من الدوري الآسيوي الممتاز 2011–12. أقيمت المباراة في 15 يناير 2012 في ملعب فورسيث بار، دنيدن، نيوزيلندا. فاز نادي وايكاتو بالمباراة 2-0.

المنافسة الوطنية الحالية لكبار الرجال هي الرابطة الوطنية النيوزيلندية وهي منافسة قائمة على الأندية. يتم التنافس على المنافسة من قبل عشرة فرق، مع فرق مؤهلة من بطولات الدوريات الإقليمية الخاصة بهم. أربعة فرق تتأهل من الدوري الشمالي، وثلاثة مؤهلة من الدوري المركزي، واثنان مؤهلان من الدوري الجنوبي، ويتم منح ويلينجتون فينيكس مكانًا تلقائيًا كل عام. تبدأ الدوريات الإقليمية من مارس حتى سبتمبر، مع وجود عدد مختلف من المباريات في كل دوري. تبدأ مرحلة البطولة بعد الانتهاء من المرحلة الإقليمية، حيث يلعب كل فريق مع الآخر مرة واحدة، يليه نهائي كبير. في كل موسم، يتأهل فريقان إلى دوري أبطال أوقيانوسيا، المسابقة القارية لمنطقة أوقيانوسيا.
كانت المنافسة الوطنية الأولى لكرة القدم للرجال هي الرابطة الوطنية لكرة القدم. تأسس دوري كرة القدم في 1970 وكان يتألف من فرق قائمة على الأندية مؤهلة من بطولات الدوري الإقليمية الخاصة بهم. لم يعد دوري كرة القدم موجودًا بعد موسم 2003، حيث تم استبداله بدوري نيوزيلندا، وهو دوري امتياز احترافي / شبه محترف استمر من 2004 إلى 2021.
تأسست الرابطة الوطنية للسيدات في عام 2004، وعلى عكس نظيرتها من الذكور، كانت الفرق تدار من قبل مختلف الاتحادات الإقليمية. كانت هناك فجوة وجيزة في عام 2008 قبل العودة في عام 2009 بما في ذلك ليس فقط الاتحادات الإقليمية ولكن فرق تطوير كرة القدم النيوزيلندية المختلفة التي تديرها نيوزيلندا لكرة القدم. في عام 2021، مر بتغيير آخر، حيث انتقل ببطء إلى نادي مثل منافسة الرجال، بدءًا من دوري الشمال حيث ستتأهل أربعة فرق للأندية وتلعب مع الاتحادات الإقليمية التي تمثل سنترال وكابيتال والبر الرئيسي والجنوب.
كأس تشاتام هي مسابقة وطنية بالضربة القاضية على غرار كأس الاتحاد الإنجليزي. إنها أقدم مسابقة، تم التنافس عليها منذ عام 1923. إنه مفتوح فقط للأندية من المسابقات الشتوية الإقليمية - نادي ويلينغتون فينيكس غير مؤهل للمنافسة. تجري المسابقة جنبًا إلى جنب مع مواسم الأندية الشتوية، والتي تبدأ في أبريل وتنتهي عادةً في سبتمبر.
كأس كيت شيبارد هي مسابقة خروج المغلوب للنادي الوطني للسيدات والتي لعبت لأول مرة في عام 1994. كانت تسمى في الأصل كأس خروج المغلوب للسيدات، وقد غيرت اسمها إلى الاسم الحالي في عام 2018.

## المنافسة الإقليمية
تنقسم مسابقة الأندية الشتوية الممتازة إلى أربع بطولات دوري إقليمية:
- الدوري الشمالي، ويتألف من فرق من اتحادات واحد (نورث هاربور / ويست أوكلاند)، اثنان (أوكلاند) وثلاثة (وايكاتو / خليج بلينتي)
- الدوري المركزي، ويتألف من فرق من الاتحادات الرابعة (وسط الجزيرة الشمالية) وخمسة (ولينجتون الكبرى).
- الدوري المركزي النسائي، هو دوري كرة قدم نسائي يتكون من فرق من الاتحادات الرابعة (وسط الجزيرة الشمالية) وخمسة (ولينجتون الكبرى)
- الدوري الممتاز، ويتألف من فرق من اتحاد ستة (الجزيرة الجنوبية العليا)
- الدوري الجنوبي الممتاز، ويتألف من فرق من اتحاد سبعة (الجزيرة الجنوبية السفلى).

## روابط خارجية
- نيوزيلندا لكرة القدم
- ISPS Handa Premier
- ويلينجتون فينيكس